# 林民悅
林民悅（？—？），字益夫，號静春，福建興化府莆田縣人，民籍，明朝政治人物。

## 生平
嘉靖三十七年（1558年）戊午科福建鄉試第十名，萬曆八年（1580年）庚辰科會試第二百十一名，登二甲第四十七名進士。通政司觀政，十年授户部主事，十六年差淮安管仓，本年升员外郎、郎中，十七年升潮州知府，丁憂归乡。二十一年复除歸德知府，二十三年调廣東廉州府知府，二十九年升云南副使。

## 家族
曾祖林弘仁；祖父林敏儀，贈承德郎刑部主事；父林允宗，曾任知府 累進中議大夫資治尹。母顧氏（封安人）；前母黃氏（贈安人）。兄林民止，字敬夫，嘉靖戊午科举人，萬曆二年進士。